# Commotrias eucolapta
Commotrias eucolapta är en fjärilsart som beskrevs av Edward Meyrick 1924. Commotrias eucolapta ingår i släktet Commotrias och familjen säckspinnare. Inga underarter finns listade i Catalogue of Life.